# Jang Woo-jin
Dans ce nom coréen, le nom de famille, Jang, précède le nom personnel Woo-jin.
Jang Woo-jin, né le 10 septembre 1995 à Sokcho, est un pongiste sud-coréen.

## Biographie
Il devient champion du monde junior de tennis de table en 2013.
Il gagne l'Open de Corée du Sud en 2018 en simple, en double messieurs avec Lim Jong-hoon et en double mixte avec Cha Hyo-sim (en).
Il devient champion d'Asie avec l'équipe de Corée de Sud en 2021, un quart de siècle après son dernier titre. Il perd en finale du double messieurs avec Lim Jong-hoon et en finale du double mixte avec Jeon Ji-hee. Enfin il est médaillé de bronze en simple après sa défaite en demi-finale contre Chuang Chih Yuan par 3 set à 1.
Il remporte le WTT Feeder de Otočec (en) en juin 2022 face au chinois Xiang Peng. En septembre 2022, il s'adjuge le WTT Contender de Mascate contre Liang Yanning.
Il est deux fois vice-champion du monde en double messieurs avec Lim Jong-hoon en 2021 et en 2023.
Son jeu est basé sur un excellent coup droit, très puissant et rapide. Sa capacité de déplacement est l'une des meilleures du circuit. Son service fait également partie de ses atouts : il réalise un geste strictement identique pour tous les services jusqu'aux dernières fractions de seconde avant le contact balle-raquette, ce qui laisse plus de place à la surprise pour ses adversaires.
Il s'illustre notamment en battant Wang Chuqin, premier joueur mondial, aux Championnats du monde de tennis de table par équipes 2024 (3-1), ainsi que Ma Long, considéré comme le plus grand joueur de tous les temps, au Saudi Smash 2024 (3-0). 
Il est sponsorisé par la marque Victas. Il est le 8e joueur mondial en juillet 2023.
Il a des notions d'anglais et s'exprime fréquemment dans cette langue lors de ses matches. 